# Dominique Souchet
Pour les articles homonymes, voir Souchet.
Dominique Souchet, né le 9 juillet 1946 à La Rochelle, est un homme politique français. Il a notamment été vice-président du MPF de Philippe de Villiers.

## Carrière professionnelle
Ancien élève de Sciences Po et de l'ENA (Promotion Charles de Gaulle), il entre au ministère des Affaires étrangères, où il est successivement secrétaire, puis conseiller des Affaires étrangères, en poste à Pékin, à Washington et à Moscou (1972-1981). De 1981 à 1985, il exerce les fonctions de sous-directeur (chef du service de la comptabilité) au sein de la direction du personnel et de l'administration générale du ministère. Il est ensuite nommé conseiller culturel et de coopération au Maroc (1985-1989), puis ministre-conseiller de l'ambassade de France au Canada (1989-1991). En 1992, il est détaché auprès du conseil général de la Vendée pour en être le directeur des relations internationales. En septembre 2005, il réintègre les Affaires étrangères en tant que chargé de mission au Centre d'analyse et de prévision. Il fait valoir ses droits à la retraite à compter du 10 juillet 2011.

## Parcours politique
Élu député au Parlement européen en 1994, Dominique Souchet est nommé Vice-Président de la Commission de la Pêche. Il est également membre de la Commission de l'Agriculture.
En 1995, à la tête d'un rassemblement divers droite, il devient maire de Luçon, ville détenue par la gauche depuis l'après-guerre.
En 2001, Dominique Souchet est élu conseiller général du canton de Luçon. Il l'emporte dès le premier tour dans un canton qui votait à gauche depuis 1976. Il est réélu au premier tour en 2008, avec 54,8 % des voix, et devient Vice-Président du Conseil général de la Vendée. 
Au sein du Conseil général, il exerce les fonctions de président de la commission des actions éducatives, culturelles, sportives et de coopération internationale jusqu'en 2011 ; il perd ce poste à la suite de la démission de Philippe de Villiers de la présidence du Conseil général, poussé vers la sortie par Bruno Retailleau.
Il préside l’Institution Interdépartementale du Bassin de la Sèvre Niortaise (IIBSN) qui réunit les trois Conseils généraux de Vendée, Charente-Maritime et Deux-Sèvres, en vue de la gestion et de l'entretien des réseaux hydrauliques du Marais poitevin.
En février 2008, le Conseil constitutionnel annule l'élection de Joël Sarlot et déclare celui-ci inéligible en raison d'une irrégularité dans ses comptes de campagne. La majorité désigne alors Dominique Souchet comme candidat pour le remplacer. 
La législative partielle qui a lieu en avril 2008 voit Dominique Souchet (DVD, soutenu par l'UMP) l'emporter avec 59,5 % des voix contre son adversaire socialiste Daniel David.
Candidat à la réélection aux élections législatives de juin 2012, il est éliminé au premier tour, en ne recueillant que 17,90 % des suffrages, derrière son rival Joël Sarlot (UMP).

### Autres mandats
- Maire de Luçon de 1995 à 2001.
- Conseiller régional des Pays de la Loire de 1998 à 2001.
- Député au Parlement européen de 1994 à 1999 et de 1999 à 2004[6].
- Conseiller général de la Vendée (canton de Luçon) : 18 mars 2001 au 29 mars 2015 .
- Président de l'Institution Interdépartementale du Bassin de la Sèvre niortaise : mai 2008- 2015.

## Décorations
- Chevalier de la Légion d'honneur.
- Chevalier de l'Ordre national du Mérite.
- Chevalier des Palmes académiques.